# Ale (Gemeinde)
Koordinaten: 57° 54′ N, 12° 3′ O

Ale ist eine Gemeinde (schwedisch kommun) in der schwedischen Provinz Västra Götalands län und der historischen Provinz Västergötland. Der Hauptort der Gemeinde ist Nödinge-Nol.

## Geographie
Ale grenzt im Süden an Göteborg und wird zum Großraum Göteborg gerechnet. Durch die Gemeinde, die am östlichen Ufer des Göta älv liegt, führt die Europastraße 45 und die Eisenbahnhauptlinie Göteborg – Trollhättan – Oslo/Karlstad.

## Wirtschaft
Auf Grund der Lage am Göta älv, der eine wichtige Wasserstraße ist, und des Zugangs zu Wasser und Energie haben sich früh Industrieunternehmen in der Gemeinde angesiedelt. In der 2. Hälfte des 19. Jahrhunderts wurden eine Spinnerei in Alafors und eine Glasfabrik in Surte, die der größte Produzent von Glasflaschen in Schweden war, gegründet. Beide sind heute stillgelegt. Im  20. Jahrhundert entstanden AB P.A. Carlmark in Älvängen, Schwedens größte Seilerei, Tudor AB in Nol, ein Batteriehersteller, und EKA Chemicals AB in Bohus. In den letzten Jahren haben sich auch viele kleinere Unternehmen in der Gemeinde Ale angesiedelt.

## Größere Orte
Hauptort ist Nödinge-Nol, weitere Orte sind Alvhem, Älvängen, Alafors, Skepplanda, Surte (mit dem darin aufgegangenen Bohus) und weitere kleine Orte.

## Partnergemeinden
- Kaufungen (Deutschland), seit 1992
- Bertinoro (Italien)
- Ruukki (Finnland)